# Expansão da OTAN

Mapa da adesão cronológica dos países à OTAN

A Organização do Tratado do Atlântico Norte (OTAN) é uma aliança militar de 29 países europeus e dois norte-americanos que constitui um sistema de defesa coletiva. O processo de adesão à aliança é regido pelo Artigo 10 do Tratado do Atlântico Norte, que permite apenas o convite de "outros Estados europeus". Os países que desejam aderir devem cumprir certos requisitos e concluir um processo de várias etapas que envolve diálogo político e integração militar. O processo de adesão é supervisionado pelo Conselho do Atlântico Norte, órgão de governo da OTAN.
Após sua formação em 1949 com doze membros fundadores, a OTAN cresceu. Ela incluiu a Grécia e a Turquia em 1952, a Alemanha Ocidental em 1955 e a Espanha em 1982. Após o fim da Guerra Fria e a reunificação da Alemanha em 1990, houve um debate entre a União Soviética e a OTAN sobre a expansão contínua da Aliança Atlântica rumo ao Leste Europeu. Memorandos desclassificados e documentos soviéticos e estadunidenses revelaram as negociações de 9 de fevereiro de 1990 entre o então secretário de Estado dos Estados Unidos, James Baker, e o então secretário-geral do Partido Comunista da União Soviética, Mikhail Gorbachev, para limitar a expansão da OTAN à Alemanha.
Em 1999, Polônia, Hungria e República Tcheca aderiram à OTAN, em meio a muito debate dentro da organização e oposição russa. Outra expansão veio com a adesão de sete países da Europa Central e Oriental: Bulgária, Estônia, Letônia, Lituânia, Romênia, Eslováquia e Eslovênia. Estas nações foram convidadas a iniciar as conversações de adesão durante a cúpula de Praga de 2002 e aderiram à OTAN pouco antes da cúpula de Istambul de 2004. A Albânia e a Croácia aderiram em 1 de abril de 2009, antes da cúpula de Estrasburgo-Kehl de 2009. Mais dois países foram admitidos na OTAN: Montenegro em 5 de junho de 2017 e Macedônia do Norte em 27 de março de 2020.
Em 2021, a OTAN reconhecia oficialmente três Estados que expressaram formalmente suas aspirações de adesão: Bósnia e Herzegovina, Geórgia e Ucrânia. A adesão à OTAN é um tema de debate em vários outros países fora da aliança, incluindo Suécia e Sérvia. Em países como a Ucrânia, o apoio ou a oposição à adesão está ligado a ideologias étnicas e nacionalistas. A incorporação de países do antigo Bloco de Leste e da União Soviética tem sido causa da crescente tensão entre os países da OTAN e o governo da Rússia.
Em 2022, Suécia e Finlândia pediram adesão à organização devido a ameaças para a segurança de ambos os países após a Invasão da Ucrânia pela Rússia. Apesar de certa resistência por parte de Turquia e Hungria, a Finlândia e a Suécia conseguiram garantir sua entrada na OTAN, em 2023 e 2024, respectivamente.

## Ampliações anteriores

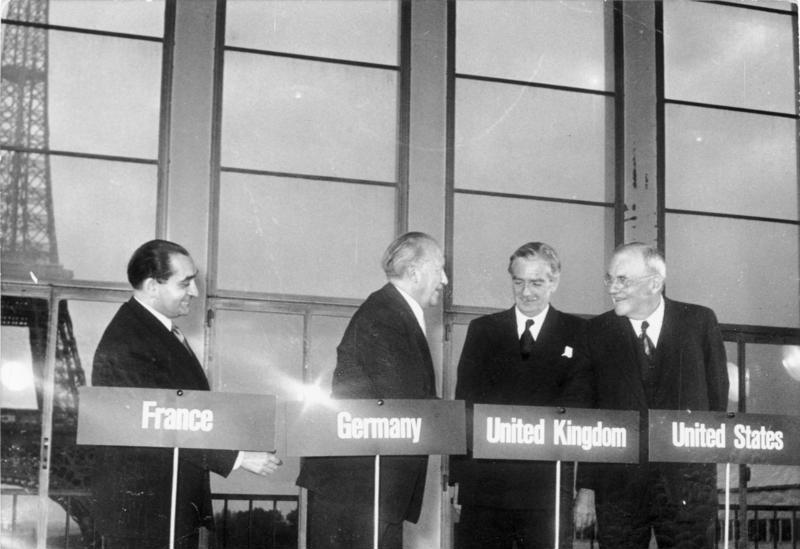
As negociações em Londres e Paris em 1954 encerraram a ocupação aliada da Alemanha Ocidental e permitiram seu rearmamento como membro da OTAN.

A OTAN adicionou novos membros nove vezes desde sua fundação em 1949 para incluir trinta e um membros. Doze países fizeram parte da fundação da OTAN: Bélgica, Canadá, Dinamarca, França, Islândia, Itália, Luxemburgo, Países Baixos, Noruega, Portugal, Reino Unido e Estados Unidos. Os primeiros anos da Guerra Fria foram caracterizados por uma forte divisão entre os países capitalistas da Europa, apoiados pelos Estados Unidos, e os Estados comunistas, apoiados pela União Soviética. Essa divisão facilitou a inclusão de Portugal sob Antonio Salazar na OTAN e encorajou os governos anticomunistas da Grécia e da Turquia a se juntarem à OTAN em 1952. A Grécia suspendeu sua adesão em 1974 por conta da invasão turca de Chipre, mas voltou à aliança militar em 1980 com a cooperação da Turquia.
As convenções de Bonn-Paris acabaram com a ocupação da Alemanha Ocidental pelos Aliados e foram ratificadas em parte com a condição de que a Alemanha Ocidental se juntasse à OTAN, o que aconteceu em 1955. Embora inicialmente isolacionista, a Espanha sob Francisco Franco era firmemente anticomunista e vinculada por acordos de defesa com os países da OTAN. Após sua transição para a democracia, a Espanha foi pressionada a normalizar suas relações europeias, incluindo a adesão à OTAN, o que fez em 1982. Um referendo em 1986 confirmou o apoio popular para essa decisão.

### Reunificação alemã

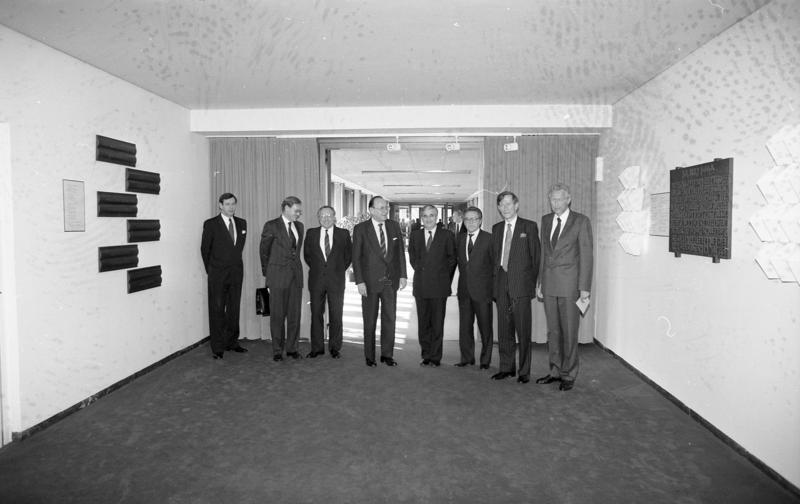
Hans-Dietrich Genscher e outros negociadores durante a primeira rodada de negociações para o Tratado Dois Mais Quatro

A primeira expansão da OTAN no período pós-Guerra Fria veio com a reunificação alemã em 3 de outubro de 1990, quando a antiga Alemanha Oriental se tornou parte da República Federal da Alemanha e da aliança militar, o que havia sido acordado no Tratado Dois Mais Quatro no início daquele ano. Para garantir a aprovação soviética de uma Alemanha unida dentro da OTAN, foi acordado que tropas estrangeiras e armas nucleares não seriam estacionadas na antiga Alemanha Oriental. Embora o tema possa ter sido levantado durante as negociações do tratado, não há menção à expansão da OTAN nos acordos de setembro e outubro de 1990 sobre a reunificação alemã. A possibilidade de Hans-Dietrich Genscher e James Baker, como representantes dos Estados-membros da OTAN, terem se comprometido informalmente a não ampliar a OTAN a leste da Alemanha Oriental durante essas negociações com seus homólogos soviéticos é uma questão de disputa entre historiadores e estudiosos de relações internacionais.
As reações russas à possível expansão da OTAN durante a década de 1990 foram, no entanto, mistas. Durante uma visita à Polônia em agosto de 1993, o presidente russo Boris Yeltsin disse ao presidente polonês Lech Wałęsa que "a Rússia não se opõe à adesão da Polônia à OTAN e não vê sua adesão como uma ameaça à Rússia". Sob pressão da oposição dentro da Rússia, essa declaração informal foi retirada no mês seguinte e Yeltsin escreveu que em outubro essa expansão violou o espírito do acordo de 1990, marcando o início dessa queixa entre as elites russas. Da mesma forma, em maio de 1997, Yeltsin assinou um acordo com a OTAN que incluía um texto permitindo o alargamento, mas depois descreveu a expansão da OTAN como uma ameaça em seu "Plano de Segurança Nacional" em dezembro do mesmo ano. Em um discurso de 2007, o presidente russo Vladimir Putin citou uma fala de 1990 de Manfred Wörner para implicar ainda mais que garantias sobre a expansão da aliança foram feitas e essa impressão foi posteriormente usada por ele como uma justificativa potencial para as ações da Rússia em 2014 na Ucrânia e a crise russo-ucraniana de 2022.
O debate dentro do governo estadunidense sobre se o alargamento da OTAN era viável ou desejável começou durante a administração de George H. W. Bush. Em meados de 1992, surgiu um consenso dentro do governo de que a ampliação da OTAN era uma medida sábia de realpolitik para fortalecer a hegemonia estadunidense. Na ausência da ampliação da OTAN, funcionários do governo Bush temiam que a União Europeia pudesse preencher o vácuo de segurança na Europa Central e, assim, desafiar a influência estadunidense na Europa pós-Guerra Fria. Houve mais debate dentro do governo Clinton entre uma oferta rápida de adesão plena a vários países selecionados versus uma adesão mais lenta e mais limitada a uma ampla gama de Estados por um período de tempo mais longo. A vitória do Partido Republicano, que defendia uma expansão agressiva, nas eleições para o Congresso dos Estados Unidos em 1994, ajudou a influenciar a política dos Estados Unidos em favor de uma ampliação mais ampla de membros plenos.

### Grupo de Visegrado

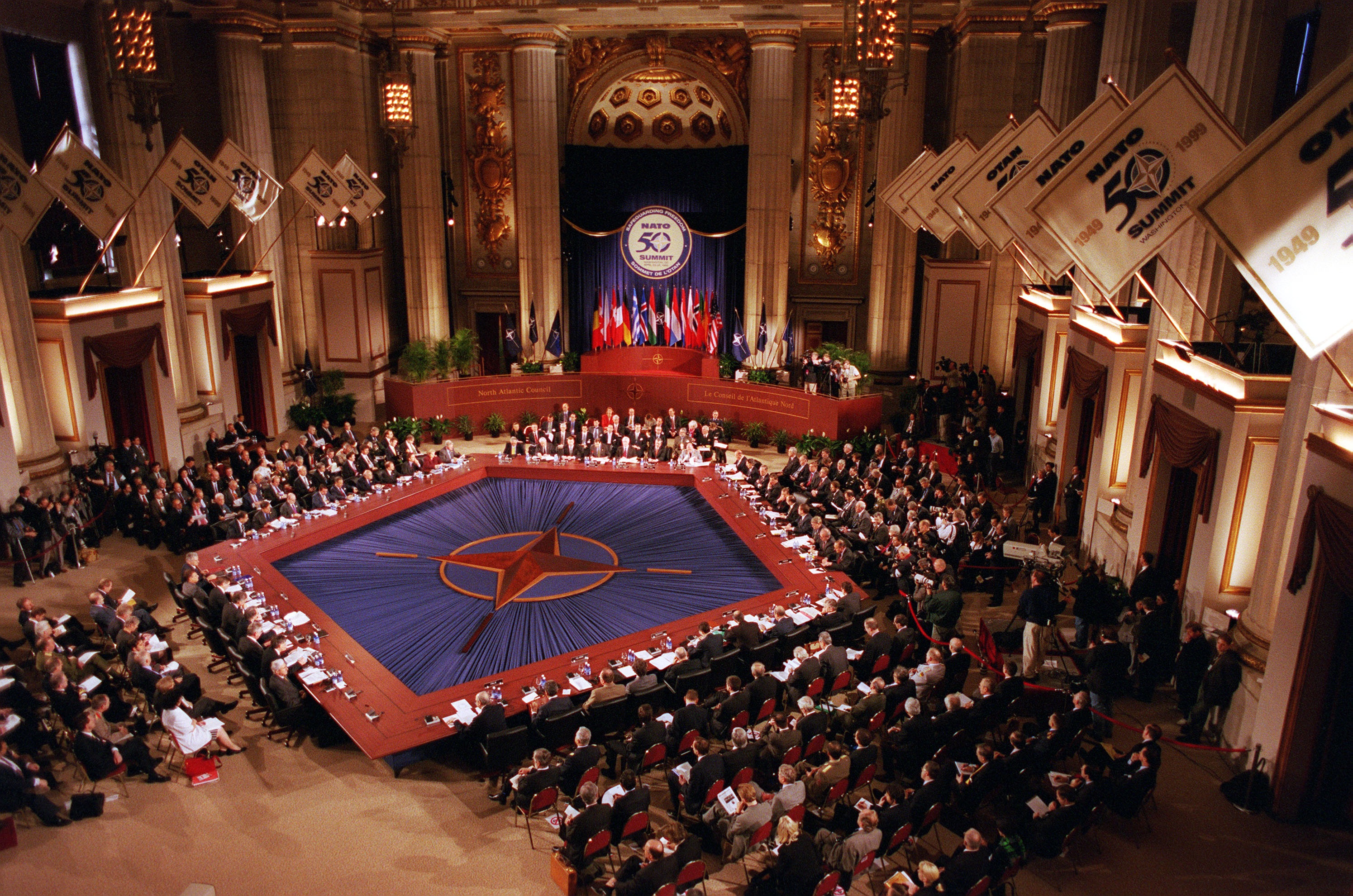
A OTAN acrescentou a República Tcheca, Hungria e Polônia na cúpula de Washington de 1999 e estabeleceu o protocolo para Planos de Ação de Membros.

Em fevereiro de 1991, a Polônia, a Hungria e a Tchecoslováquia formaram o Grupo de Visegrado para pressionar pela integração europeia sob a União Europeia e a OTAN, bem como realizar reformas militares de acordo com os padrões da Aliança Atlântica. A reação interna da OTAN a esses antigos países do Pacto de Varsóvia foi inicialmente negativa, mas na cúpula de Roma de novembro de 1991, os membros concordaram com uma série de objetivos que poderiam levar à adesão, como a liberalização econômica e democrática, e que a OTAN deveria ser um parceiro nesses esforços. Nos anos seguintes, foram criados fóruns mais amplos de cooperação regional entre a OTAN e seus vizinhos orientais, incluindo o Conselho de Cooperação do Atlântico Norte (mais tarde o Conselho de Parceria Euro-Atlântico) e a Parceria para a Paz.
As ações militares russas, incluindo a Primeira Guerra Chechena, a Guerra da Transnístria e a Guerra da Abecásia, estavam entre os fatores que levaram os países da Europa Central e Oriental, particularmente aqueles com memórias ruins do período soviético, a pressionar pela ampliação da OTAN e garantir sua segurança a longo prazo. Partidos políticos relutantes em aderir à OTAN foram eliminados do cargo, incluindo o Partido Socialista Búlgaro em 1996 e o HZDS eslovaco em 1998. O interesse da Hungria em aderir foi confirmado por um referendo de novembro de 1997, cujo resultado foi de 85,3% de votos favoráveis a adesão.
Enquanto os outros membros do Grupo de Visegrado foram convidados a aderir à OTAN na cúpula de Madrid de 1997, a Eslováquia foi excluída com base no que vários membros consideraram ações antidemocráticas do primeiro-ministro nacionalista Vladimír Mečiar. A Romênia e a Eslovênia foram ambas consideradas para convite em 1997 e cada uma teve o apoio de um membro proeminente da OTAN, França e Itália, respectivamente, mas o apoio a este alargamento não foi unânime, particularmente no Congresso dos Estados Unidos. Em uma carta aberta ao presidente estadunidense Bill Clinton, mais de quarenta especialistas em política externa, como Bill Bradley, Sam Nunn e Robert McNamara, expressaram suas preocupações sobre a expansão da OTAN como dispendiosa e desnecessária, dada a falta de uma ameaça externa da Rússia naquele momento.

### Grupo de Vilnius
Na cúpula de Washington de 1999, onde a Hungria, a Polônia e a República Checa aderiram oficialmente, a OTAN também emitiu novas diretrizes com "Planos de Ação de Adesão" individualizados para a Albânia, Bulgária, Estônia, Letônia, Lituânia, Macedônia do Norte, Romênia, Eslováquia, e Eslovênia. Em maio de 2000, esses países juntaram-se à Croácia para formar o Grupo de Vilnius, a fim de cooperar e fazer lobby para a adesão comum à OTAN. Na cúpula de Praga de 2002, sete desses países foram convidados para a adesão, que ocorreu na cúpula de Istambul de 2004. A Eslovênia havia realizado um referendo sobre o assunto no ano anterior, com 66% de aprovação a adesão.
A Rússia ficou particularmente irritada com a adição dos três Estados bálticos, os primeiros países que faziam parte da União Soviética a aderir à OTAN. As tropas russas estavam estacionadas nos países bálticos em 1995, mas o objetivo da integração europeia e a adesão à OTAN eram muito atraentes para essas nações naquela época. Investimentos rápidos em suas próprias forças armadas mostraram a seriedade no desejo de adesão dessas nações e a participação em operações pós-ataques de 11 de setembro lideradas pela OTAN, particularmente pela Estônia no Afeganistão, conquistou o apoio fundamental aos três países de pessoas como o senador estadunidense John McCain, o presidente francês Jacques Chirac e o chanceler alemão Gerhard Schröder. Um estudo de 2006 publicado na revista Security Studies argumentou que os períodos de ampliações da OTAN em 1999 e 2004 contribuíram para a consolidação de regimes democráticos na Europa Central e Oriental.

### Carta do Adriático
A Croácia também iniciou um Plano de Ação de Adesão na cúpula de 2002, mas não foi incluída na expansão de 2004. Em maio de 2003, eles se juntaram à Albânia e à Macedônia para formar a Carta do Adriático. A perspectiva de adesão da Croácia provocou um debate nacional sobre se um referendo sobre a adesão à OTAN precisava ser realizado antes de ingressar na organização. O primeiro-ministro croata Ivo Sanader finalmente concordou em janeiro de 2008, como parte da formação de um governo de coalizão com os partidos HSS e HSLS, em não propor oficialmente um. A Albânia e a Croácia foram convidadas a aderir à OTAN na cúpula de Bucareste de 2008 em abril, embora a Eslovênia tenha ameaçado suspender a adesão croata por sua disputa de fronteira na Baía de Piran. A Eslovênia ratificou o protocolo de adesão da Croácia em fevereiro de 2009 e a Croácia e a Albânia se juntaram oficialmente à OTAN pouco antes da cúpula Estrasburgo-Kehl de 2009, com pouca oposição da Rússia.
Montenegro declarou independência em 3 de junho de 2006 e o novo país posteriormente aderiu ao programa Parceria para a Paz na cúpula de Riga de 2006 e, em seguida, solicitou um Plano de Ação de Adesão em 5 de novembro de 2008, que foi concedido em dezembro de 2009. Montenegro também começou a ser membro pleno da Carta do Adriático em maio de 2009. A OTAN convidou formalmente o Montenegro a aderir à aliança em 2 de dezembro de 2015, sendo que as negociações foram concluídas em maio de 2016. O país aderiu plenamente à OTAN em 5 de junho de 2017.

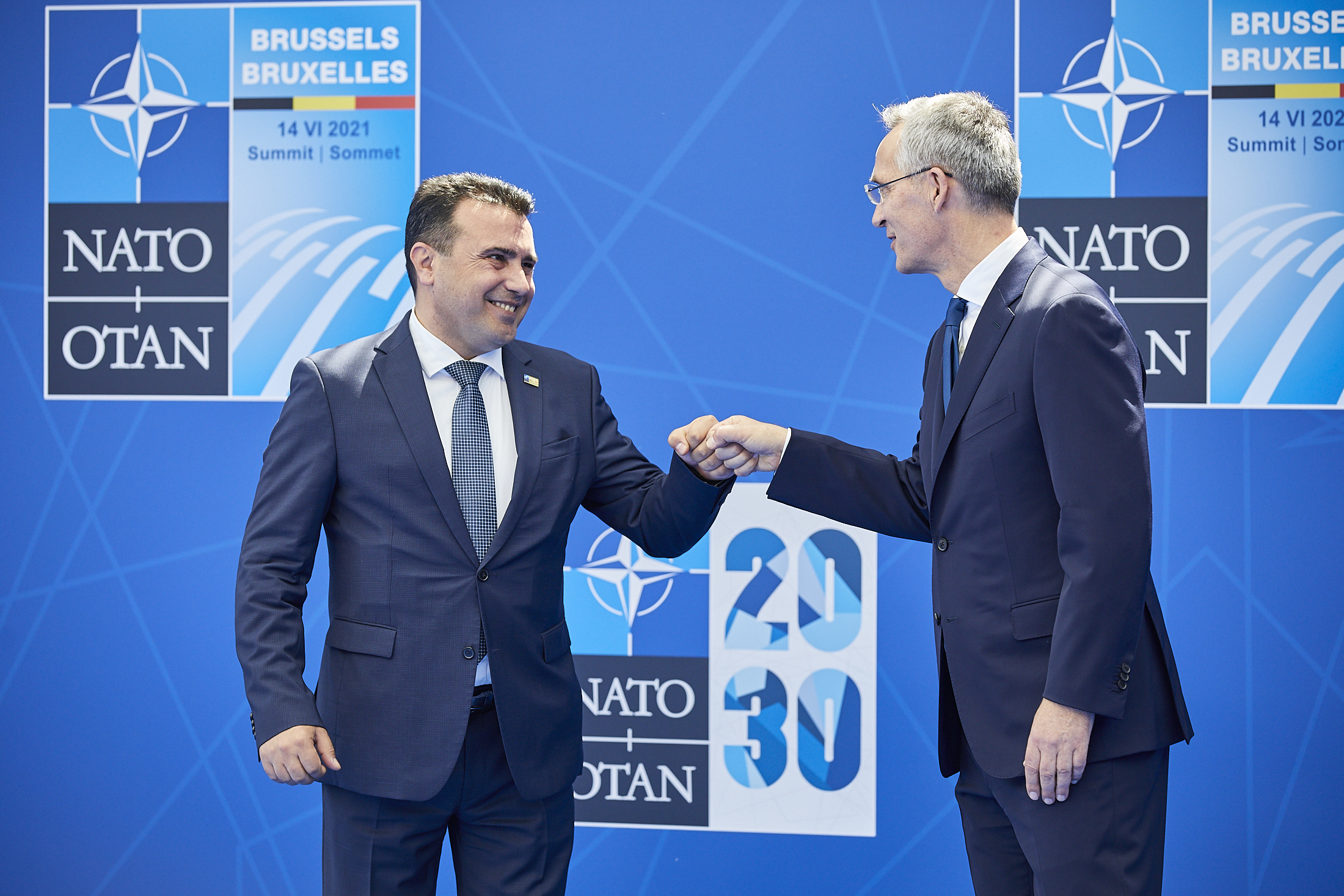
O primeiro-ministro Zoran Zaev apoiou o Acordo de Prespa de 2018, que permitiu que a Macedônia do Norte completasse a adesão à OTAN.

A Macedônia do Norte aderiu à Parceria para a Paz em 1995 e iniciou seu Plano de Ação de Adesão em 1999, ao mesmo tempo que a Albânia. Na cúpula de Bucareste de 2008, no entanto, a Grécia bloqueou a entrada do país porque acreditava que o nome constitucional de seu vizinho implicaria em aspirações territoriais em relação à sua própria região da Macedônia grega. As nações da OTAN concordaram que o país apenas receberia um convite após uma resolução da disputa de nomeação da Macedônia fosse alcançada. A Macedônia processou a Grécia no Tribunal Internacional de Justiça por seu veto à adesão. A Macedônia fazia parte do Grupo de Vilnius e formou a Carta do Adriático com a Croácia e a Albânia em 2003 para coordenar melhor a adesão à OTAN.
Em junho de 2017, o primeiro-ministro macedônio Zoran Zaev sinalizou que consideraria nomes alternativos para o país a fim de chegar a um acordo com a Grécia, resolver a disputa de nomes e levantar as objeções gregas à adesão da Macedônia à aliança. A disputa de nomes foi resolvida com o Acordo de Prespa em junho de 2018, sob o qual o país adotou o nome "Macedônia do Norte", o que foi apoiado por um referendo em setembro de 2018. A OTAN convidou a Macedônia do Norte a iniciar as negociações de adesão em 11 de julho de 2018, sendo que conversas formais de adesão começaram em 18 de outubro de 2018. Os membros da OTAN assinaram o protocolo de adesão da Macedônia do Norte em 6 de fevereiro de 2019 e a maioria dos países ratificou o tratado de adesão em 2019, com a Espanha ratificando seu protocolo de adesão em março de 2020. A Sobranie também ratificou o tratado por unanimidade em 11 de fevereiro de 2020 e a Macedônia do Norte tornou-se um Estado-membro da OTAN em 27 de março de 2020.

### Carta Nórdica
A Finlândia, teve dificuldades para entrar na OTAN após Hungria e Turquia não concordarem por causa de milícias curdas apoiadas pelo país. Mesmo assim, os dois parlamentos aprovaram a sua entrada em 29 e em 30 de março de 2023 respectivamente.  A Suécia também fez o mesmo pedido em 2022, também encontrando resistência desses dois países, mas foram aceitos na organização em abril de 2024, um ano depois da Finlândia.
| Data                    | País               | Expansão           | Mapa da expansão da OTAN desde 1949 |
| 18 de fevereiro de 1952 | Grécia             | Primeira           | Mapa da expansão da OTAN desde 1949 |
| 18 de fevereiro de 1952 | Turquia            | Primeira           | Mapa da expansão da OTAN desde 1949 |
| 9 de maio de 1955       | Alemanha           | Segunda            | Mapa da expansão da OTAN desde 1949 |
| 30 de maio de 1982      | Espanha            | Terceira           | Mapa da expansão da OTAN desde 1949 |
| 3 de outubro de 1990    | Reunificação alemã | Reunificação alemã | Mapa da expansão da OTAN desde 1949 |
| 12 de março de 1999     | Chéquia            | Quarta             | Mapa da expansão da OTAN desde 1949 |
| 12 de março de 1999     | Hungria            | Quarta             | Mapa da expansão da OTAN desde 1949 |
| 12 de março de 1999     | Polónia            | Quarta             | Mapa da expansão da OTAN desde 1949 |
| 29 de março de 2004     | Bulgária           | Quinta             | Mapa da expansão da OTAN desde 1949 |
| 29 de março de 2004     | Estónia            | Quinta             | Mapa da expansão da OTAN desde 1949 |
| 29 de março de 2004     | Letónia            | Quinta             | Mapa da expansão da OTAN desde 1949 |
| 29 de março de 2004     | Lituânia           | Quinta             | Mapa da expansão da OTAN desde 1949 |
| 29 de março de 2004     | Roménia            | Quinta             | Mapa da expansão da OTAN desde 1949 |
| 29 de março de 2004     | Eslováquia         | Quinta             | Mapa da expansão da OTAN desde 1949 |
| 29 de março de 2004     | Eslovénia          | Quinta             | Mapa da expansão da OTAN desde 1949 |
| 1 de abril de 2009      | Albânia            | Sexta              | Mapa da expansão da OTAN desde 1949 |
| 1 de abril de 2009      | Croácia            | Sexta              | Mapa da expansão da OTAN desde 1949 |
| 5 de junho de 2017      | Montenegro         | Sétima             | Mapa da expansão da OTAN desde 1949 |
| 27 de março de 2020     | Macedónia do Norte | Oitava             | Mapa da expansão da OTAN desde 1949 |
| 30 de março de 2023     | Finlândia          | Nona               | Mapa da expansão da OTAN desde 1949 |
| 7 de março de 2024      | Suécia             | Décima             | Mapa da expansão da OTAN desde 1949 |

## Critérios e processo

### Artigo 10
O Tratado do Atlântico Norte é a base da organização e, como tal, quaisquer alterações, incluindo novos países membros, exigem a ratificação de todos os atuais signatários do tratado. O Artigo 10 descreve como os Estados que não são membros podem aderir à OTAN e explica a política de "portas abertas" da OTAN:
As Partes podem, por acordo unânime, convidar qualquer outro Estado Europeu em condições de promover os princípios deste Tratado e contribuir para a segurança da área do Atlântico Norte a aderir ao presente Tratado. Qualquer Estado assim convidado pode tornar-se Parte do Tratado ao depositar seu instrumento de adesão junto ao Governo dos Estados Unidos da América. O Governo dos Estados Unidos da América informará cada uma das Partes do depósito de cada um desses instrumentos de adesão.
Este artigo impõe dois limites gerais aos Estados não membros. Primeiro, apenas os países europeus são elegíveis e, segundo, esses Estados não apenas precisam da aprovação de todos os Estados-membros existentes, como cada membro também pode apresentar alguns critérios que devem ser alcançados. Na prática, a OTAN formula um conjunto comum de critérios, mas, por exemplo, a Grécia bloqueou a adesão da República da Macedônia à OTAN por muitos anos devido ao desacordo sobre o uso do nome Macedônia. A Turquia também se opõe à participação da República de Chipre nas instituições da OTAN enquanto a disputa de Chipre não for resolvida.
Desde a cúpula de Roma de 1991, quando as delegações dos seus Estados-membros ofereceram oficialmente a cooperação com os novos países democráticos da Europa, a OTAN abordou e definiu melhor as expectativas e procedimentos para a adição de novos membros. A Declaração de Bruxelas de 1994 reafirmou os princípios do Artigo 10 e levou ao "Estudo sobre a Expansão da OTAN". Publicado em setembro de 1995, o estudo delineou o "como e por que" de uma possível expansão na Europa, destacando três princípios do tratado de 1949 para os membros: "democracia, liberdade individual e estado de direito".
Como observou o secretário-geral da OTAN, Willy Claes, o estudo de 1995 não especificou "quem ou quando", embora tenha discutido como a então recém-formada Parceria para a Paz e o Conselho de Cooperação do Atlântico Norte poderiam ajudar no processo de ampliação e observou que disputas territoriais em andamento podem ser um problema para saber se um país foi convidado. Na cúpula de Madrid de 1997, os chefes de Estado da OTAN emitiram a "Declaração de Madrid sobre Segurança e Cooperação Euro-Atlântica" que convidava três países da Europa Central a aderirem à aliança, dos doze que nessa altura tinham pedido para aderir, estabelecendo um caminho para outros seguirem essa atitude.

### Plano de Ação para Adesão
O maior passo na formalização do processo de convite a novos membros ocorreu na cúpula de Washington em 1999, quando o mecanismo do Plano de Ação para Adesão (MAP, sigla em inglês) foi aprovado como uma etapa para os atuais membros revisarem regularmente as solicitações formais de aspirantes a membros. A participação de um país no MAP implica a apresentação anual de relatórios sobre o seu progresso em cinco medidas diferentes:
- Disposição para resolver disputas territoriais internacionais, étnicas ou externas por meios pacíficos, compromisso com o estado de direito e os direitos humanos e controle democrático das forças armadas;
- Capacidade de contribuir para a defesa e missões da organização;
- Dedicação de recursos suficientes às forças armadas para poder cumprir os compromissos de adesão;
- Segurança de informações confidenciais e salvaguardas que garantem isso;
- Compatibilidade da legislação nacional com a cooperação da OTAN.

A OTAN fornece aconselhamento técnico a cada país e avalia o seu progresso individualmente. Uma vez que os membros concordem que um país cumpre os requisitos, a OTAN pode emitir um convite a esse país para iniciar as negociações de adesão. Atualmente, um país está participando do Plano de Ação de Adesão: Bósnia e Herzegovina, mas a Geórgia e a Ucrânia também desejam aderir. Os ex-participantes do MAP foram Albânia e Croácia entre maio de 2002 e abril de 2009, Montenegro entre dezembro de 2009 e junho de 2017 e Macedônia do Norte entre abril de 1999 e março de 2020. O processo final de adesão, uma vez convidado, envolve cinco etapas que levam à assinatura dos protocolos de adesão e à aceitação e ratificação desses protocolos pelos governos dos atuais membros da OTAN.

### Diálogo Intensificado
O programa de Diálogo Intensificado foi introduzido pela primeira vez em abril de 2005 em uma reunião informal de ministros das Relações Exteriores em Vilnius, Lituânia, como resposta às aspirações ucranianas de adesão à OTAN e reformas relacionadas que estavam ocorrendo sob o governo do presidente Viktor Yushchenko e que se seguiu à assinatura, em 2002, do Acordo OTAN-Ucrânia Plano de Ação sob o governo de seu antecessor, Leonid Kuchma. Esta fórmula, que inclui a discussão de "uma gama completa de questões políticas, militares, financeiras e de segurança relacionadas com a possível adesão à OTAN ... teve as suas raízes na cúpula de Madrid de 1997", onde os participantes concordaram "em continuar os diálogos intensificados da Aliança com as nações que aspiram à adesão ou que de outra forma desejam prosseguir um diálogo com a OTAN sobre questões de adesão".
Em setembro de 2006, a Geórgia tornou-se a segunda a receber o status de Diálogo Intensificado, após uma rápida mudança na política externa sob o governo do presidente Mikhail Saakashvili e o que eles perceberam como uma demonstração de prontidão militar durante a crise de Kodori de 2006. Montenegro, Bósnia e Herzegovina e Sérvia também receberam ofertas na cúpula de abril de 2008 em Bucareste. Enquanto seus vizinhos solicitaram e aceitaram o programa de diálogo, a oferta da Sérvia foi apresentada para garantir a possibilidade de futuros laços com a aliança.

## Situação atual
| Membros da OTAN Plano de Ação de Adesão Diálogo Intensificado | Plano de Ação de Parceria Individual Parceria para a Paz (PpP) Aspirantes à PpP |

Mapa da OTAN na Europa
Membros da OTAN
Plano de Ação de Adesão
Diálogo Intensificado
Plano de Ação de Parceria Individual
Parceria para a Paz (PpP)
Aspirantes à PpP observe que os países do Plano de Ação de Adesão e do Diálogo Intensificado também são membros da Parceria para a Paz

A Bósnia-Herzegovina é o único país com um Plano de Ação de Adesão que, ao lado da Geórgia, foi nomeado "país aspirante" da OTAN na reunião do Conselho do Atlântico Norte em 7 de dezembro de 2011.
| País                 | Parceria para a Paz | Plano de Ação de Parceria Individual | Diálogo Intensificado | Plano de Ação de Adesão |
| -------------------- | ------------------- | ------------------------------------ | --------------------- | ----------------------- |
| Bósnia e Herzegovina | Dezembro de 2006    | Setembro de 2008                     | Abril de 2008         | Dezembro de 2018        |
| Geórgia              | Março de 1994       | Outubro de 2004                      | Setembro de 2006      |                         |
| Ucrânia              | Fevereiro de 1994   | Novembro de 2002                     | Abril de 2005         |                         |

1. ↑  Originalmente convidado a aderir ao MAP em abril de 2010, sob a condição de que nenhum Programa Nacional Anual fosse lançado até uma das condições para o encerramento do OHR – a transferência do controle dos bens imóveis de defesa para as autoridades centrais da Bósnia das duas entidades políticas – foi cumprida.[86] Condição dispensada em 2018.
2. ↑  Plano adotado em 22 de novembro de 2002.[89]

### Bósnia e Herzegovina

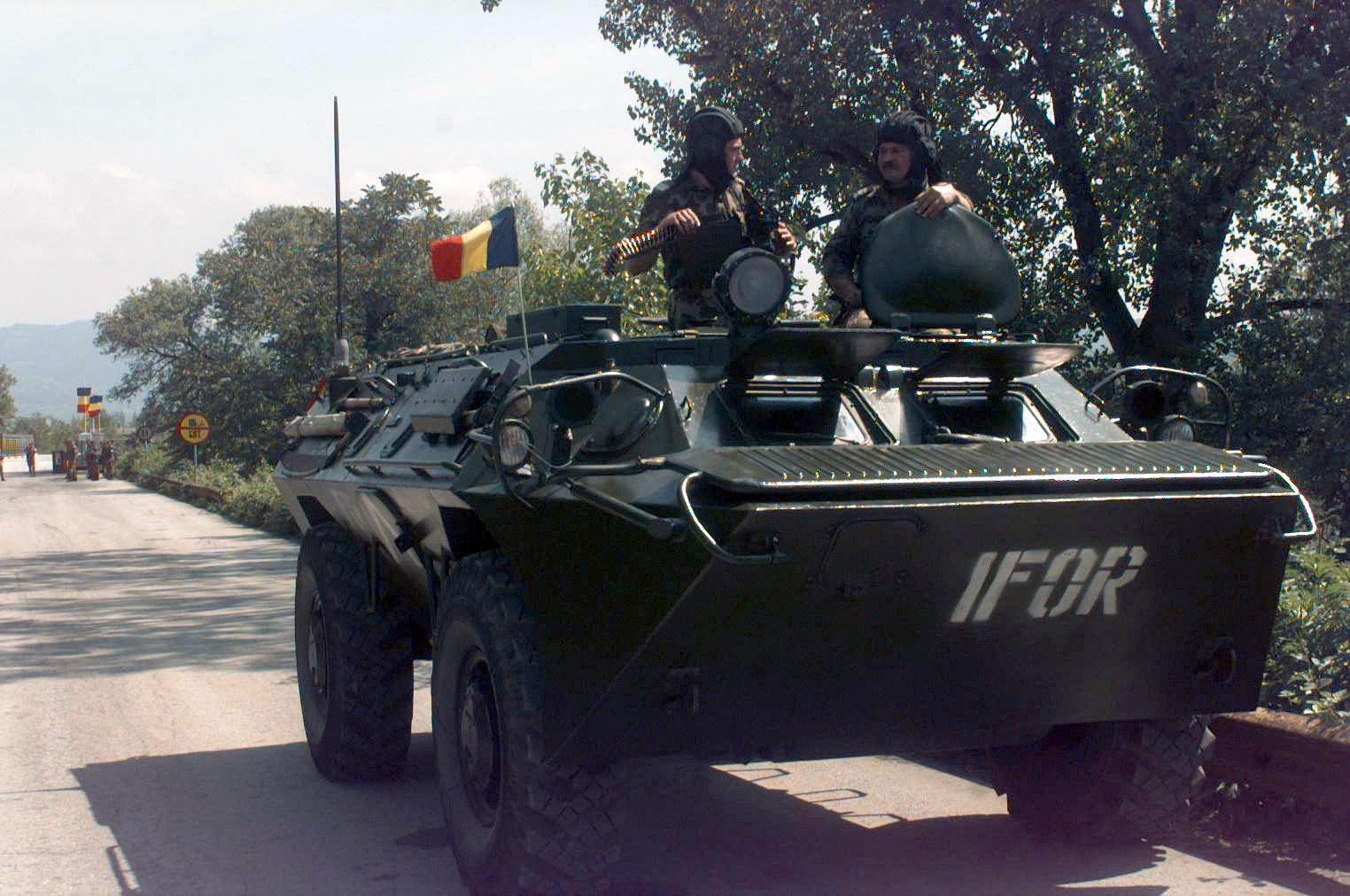
As forças de paz romenas da IFOR lideradas pela OTAN patrulhavam a Bósnia e Herzegovina no âmbito da Operação Joint Endeavor

O bombardeio da OTAN na Bósnia e Herzegovina em 1995 teve como alvo o Exército Sérvio da Bósnia e, junto da pressão internacional, levou à resolução da Guerra da Bósnia e à assinatura do Acordo de Dayton em 1995. Desde então, a OTAN liderou uma Força de Implementação e uma Força de Estabilização, além de outros esforços de manutenção da paz no país. A Bósnia e Herzegovina aderiu à Parceria para a Paz em 2006 e assinou um acordo de cooperação em segurança em março de 2007.
A Bósnia-Herzegovina iniciou uma maior cooperação com a OTAN no âmbito do seu Plano de Ação de Parceria Individual em janeiro de 2008. O país iniciou então o processo de Diálogo Intensificado na cúpula de Bucareste de 2008 e foi convidado a aderir à Carta do Adriático em setembro de 2008.
A Federação da Bósnia e Herzegovina na Bósnia e Herzegovina manifestou vontade de aderir à OTAN, no entanto, enfrenta uma pressão política consistente da Republika Srpska, a outra entidade política do país, juntamente com os seus parceiros na Rússia. Em 2 de outubro de 2009, Haris Silajdžić, o membro bósnio da presidência, anunciou a solicitação oficial do Plano de Ação de Adesão. Em 22 de abril de 2010, a OTAN concordou, mas com certas condições anexadas. Acredita-se que a Turquia seja o maior defensor da adesão à Bósnia e influenciou fortemente a decisão.
As condições do MAP, no entanto, estipulavam que nenhum Programa Nacional Anual poderia ser lançado até que 63 instalações militares fossem transferidas das divisões políticas da Bósnia para o governo central, o que é uma das condições para o fechamento do OHR. A direção da Republika Srpska se opôs a essa transferência como perda de autonomia. Todos os bens móveis, incluindo todas as armas e outros equipamentos militares, são totalmente registrados como propriedade do país a partir de 1º de janeiro de 2006. Uma decisão do Tribunal Constitucional da Bósnia e Herzegovina em 6 de agosto de 2017 decidiu que uma instalação militar contestada em Han Pijesak deve ser registrada como propriedade da Bósnia e Herzegovina. Apesar do fato de todos os bens imóveis não estarem totalmente registrados, a OTAN aprovou a ativação do Plano de Ação de Adesão para a Bósnia-Herzegovina e instou o país a apresentar um Programa Nacional Anual em 5 de dezembro de 2018.
Uma pesquisa realizada em agosto de 2010 mostrou que 70% da população do país apoia a adesão à OTAN, mas os resultados foram muito diferentes nas duas entidades constituintes. Enquanto 90% da Federação da Bósnia-Herzegovina apoiava a adesão à OTAN, apenas 40% na Republika Srpska o fazia.
As chances da Bósnia de ingressar na OTAN podem depender da atitude da Sérvia em relação à aliança, já que a liderança da Republika Srpska pode ficar relutante em ir contra os interesses sérvios. Em outubro de 2017, a Assembleia Nacional da Republika Srpska aprovou uma resolução não vinculativa opondo-se à adesão da Bósnia e Herzegovina à OTAN. Em 2 de março de 2022, Vjosa Osmani, o presidente do Kosovo, exortou a OTAN a acelerar o processo de adesão do seu país e da Bósnia. Osmani também criticou Aleksandar Vucic, o presidente da Sérvia, acusando-o de usar Milorad Dodik para "destruir a unidade da Bósnia e Herzegovina".

### Geórgia

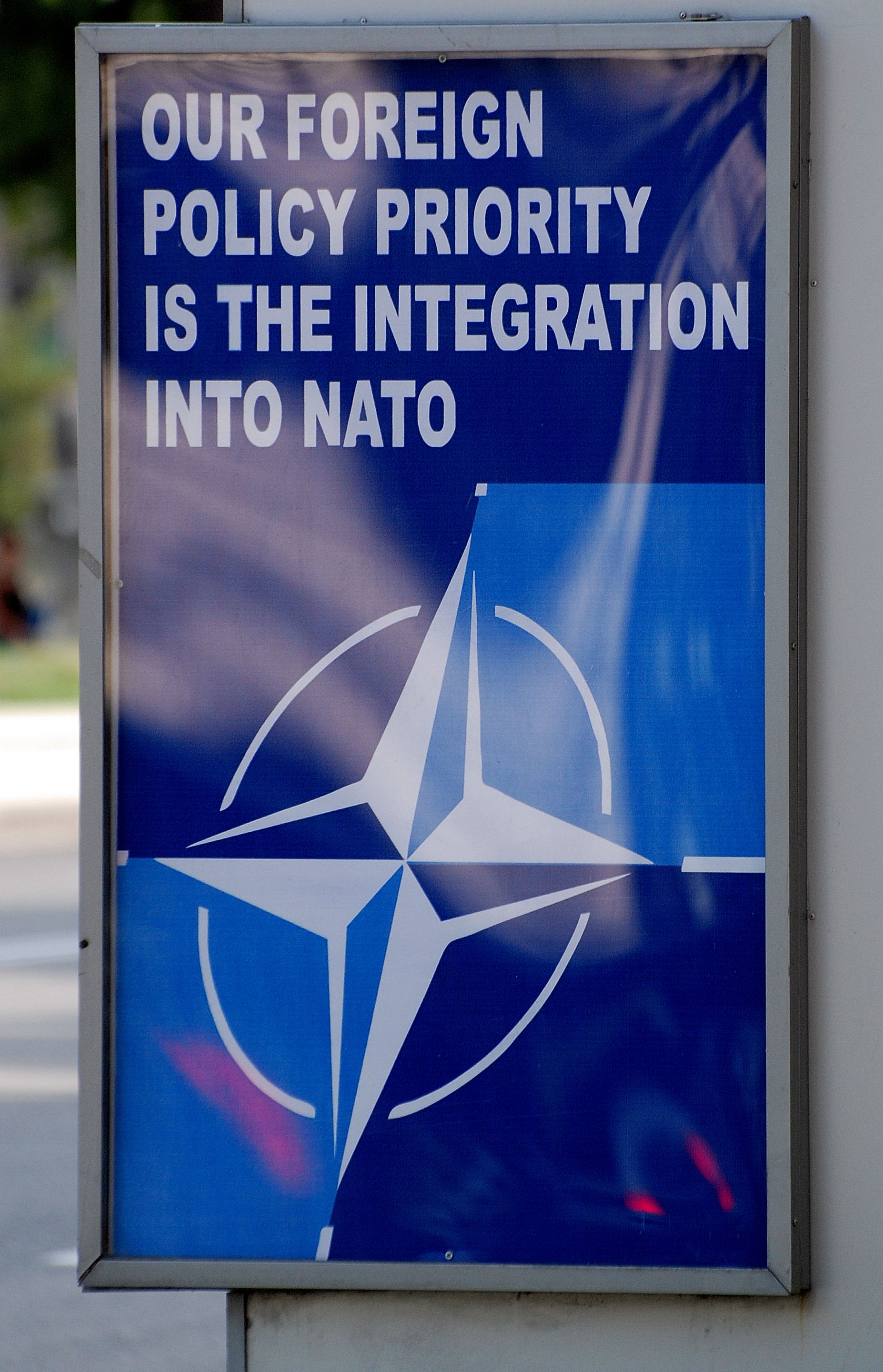
Uma placa de agosto de 2009 no centro de Tiblíssi promovendo uma eventual integração com a OTAN

A Geórgia agiu rapidamente após a Revolução das Rosas em 2003 para buscar laços mais estreitos com a OTAN. O vizinho do norte da Geórgia, a Rússia, se opôs, principalmente apís a cúpula de Bucareste de 2008, onde os membros da OTAN prometeram que a Geórgia acabaria se juntando à organização.
As complicações no relacionamento entre a OTAN e a Geórgia incluem a presença de forças militares russas em território georgiano internacionalmente reconhecido como resultado de vários conflitos recentes, como a Guerra Russo-Georgiana de 2008 sobre os territórios da Abecásia e da Ossétia do Sul, ambos abrigando um grande número de cidadãos da Federação Russa. Em 21 de novembro de 2011, o então presidente russo, Dmitry Medvedev, enquanto se dirigia a soldados em Vladikavkaz, perto da fronteira com a Geórgia, afirmou que a invasão da Rússia em 2008 havia impedido qualquer ampliação da OTAN para a antiga esfera soviética.
Um referendo não vinculativo em 2008 resultou em 77 por cento dos eleitores apoiando a adesão à OTAN. Em maio de 2013, o primeiro-ministro georgiano Bidzina Ivanishvili afirmou que seu objetivo era obter um MAP para seu país em 2014. Em junho de 2014, diplomatas da OTAN sugeriram que, embora um MAP fosse improvável, um pacote de acordos de "cooperação reforçada" era um possível compromisso. Anders Fogh Rasmussen confirmou que isso pode incluir a construção de capacidades militares e treinamento das forças armadas.
Em setembro de 2019, o ministro das Relações Exteriores da Rússia, Sergey Lavrov, disse que “a OTAN se aproximar de nossas fronteiras é uma ameaça para a Rússia”. Ele foi citado dizendo que se a OTAN aceitar a adesão da Geórgia com o artigo sobre defesa coletiva cobrindo apenas território administrado por Tbilisi (ou seja, excluindo os territórios georgianos da Abkhazia e da Ossétia do Sul, ambos atualmente uma república separatista não reconhecida apoiada pela Rússia), "não iniciaremos uma guerra, mas tal conduta prejudicará nossas relações com a OTAN e com os países que desejam entrar na aliança".
Em 29 de setembro de 2020, o secretário-geral da OTAN, Jens Stoltenberg, exortou a Geórgia a aproveitar todas as oportunidades para se aproximar da Aliança Atlântica e acelerar os preparativos para a adesão. Ele enfatizou que no início daquele ano, a aliança concordou em fortalecer ainda mais a parceria OTAN-Geórgia e parabenizou os progressos feitos pela Geórgia na realização de reformas, na modernização das suas forças armadas e no reforço pela democracia. Vale a pena notar que até agora os apelos da Geórgia à adesão a tais formulações não apareceram na retórica do Secretário-Geral da Aliança. Ao mesmo tempo, a OTAN reconhece as aspirações da Geórgia à adesão à Aliança, como no caso da Ucrânia.

### Ucrânia

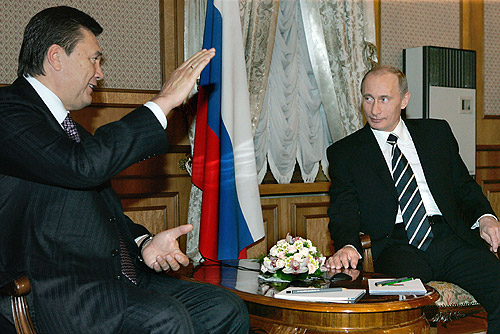
Como presidente, Viktor Ianukovytch buscou relações mais estreitas com a Rússia.

O relacionamento presente e futuro da Ucrânia com a OTAN tem sido politicamente divisivo e faz parte de um debate mais amplo entre os laços políticos e culturais da Ucrânia com a União Europeia e a Rússia. O país estabeleceu laços com a Aliança com um Plano de Ação OTAN-Ucrânia em 22 de novembro de 2002, aderiu à iniciativa Parceria para a Paz em fevereiro de 2005 e, em abril de 2005, a Ucrânia entrou no programa de Diálogo Intensificado.
Em março de 2008, sob o governo do presidente ucraniano Viktor Yushchenko e da primeira-ministra Yulia Tymoshenko, a Ucrânia enviou uma carta oficial de solicitação de um MAP, o primeiro passo para ingressar na OTAN. Esses líderes, no entanto, garantiram à sua oposição que a adesão a qualquer aliança militar não passaria sem a aprovação pública em um referendo. Esta ideia ganhou o apoio de vários líderes da OTAN, particularmente os da Europa Central e Oriental. Líderes russos, como o então primeiro-ministro e presidente eleito Dmitry Medvedev, deixaram clara sua oposição à adesão da Ucrânia e, antes da cúpula de abril de 2008 em Bucareste, seu emissário pressionou ativamente contra um MAP ucraniano. Após algum debate entre os membros na cúpula, o secretário-geral da OTAN, Jaap de Hoop Scheffer, declarou em uma entrevista coletiva que a Ucrânia, juntamente com a Geórgia, um dia ingressaria na OTAN, mas nenhum dos dois iniciaria os Planos de Ação de Adesão. Nesta cúpula, o presidente russo Vladimir Putin, em seu último discurso internacional antes de trocar de cargo com Medvedev, listou suas queixas com a OTAN e chamou a adesão ucraniana de "uma ameaça direta" ao seu país.
A eleição de 2010 devolveu Viktor Yanukovych à presidência e marcou uma reviravolta nas relações da Ucrânia com a OTAN. Em fevereiro de 2010, ele afirmou que as relações da Ucrânia com a OTAN estavam atualmente "bem definidas" e que não havia "nenhuma questão de a Ucrânia aderir à OTAN". Ele disse que a questão da adesão do país à Otan pode "emergir em algum momento, mas não a veremos no futuro imediato". Ao visitar Bruxelas em março de 2010, ele afirmou ainda que não haveria mudança no status da Ucrânia como membro do programa de alcance da aliança militar. Mais tarde, ele reiterou durante uma viagem a Moscou que a Ucrânia permaneceria um "Estado europeu não alinhado". Então, em 3 de junho de 2010, o parlamento ucraniano votou para excluir o objetivo de "integração na segurança euro-atlântica e adesão à OTAN" da estratégia de segurança nacional do país em um projeto de lei elaborado pelo próprio Yanukovych. O projeto de lei proibia a adesão da Ucrânia a qualquer bloco militar, mas permitia a cooperação com alianças como a OTAN.

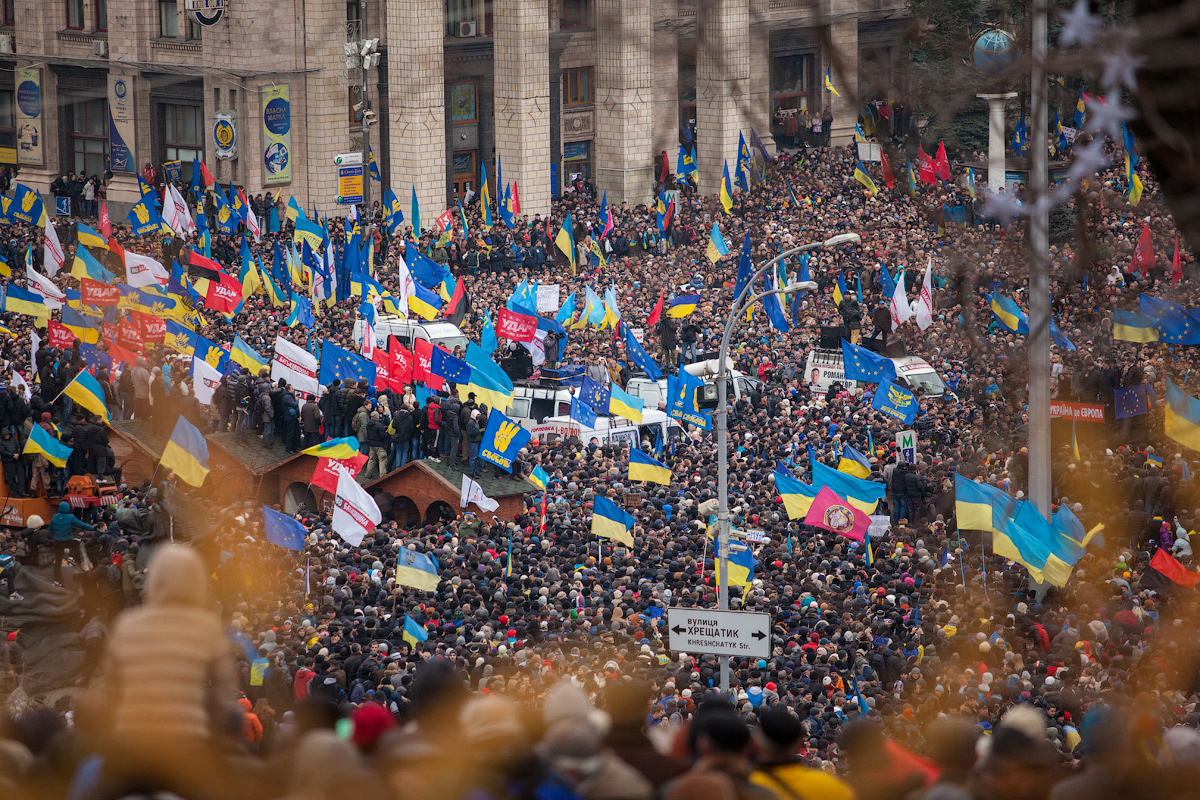
Os protestos do Euromaidan que tiraram Viktor Ianukovytch do cargo presidencial, atraíram um grande número de ucranianos em apoio a melhores laços com a União Europeia

Após meses de protestos nas ruas do Euromaidan que começaram por causa de sua recusa em assinar um Acordo de Associação com a União Europeia em favor de acordos da Rússia, o presidente Yanukovych fugiu de Kiev para a Rússia em fevereiro de 2014 e o parlamento votou para removê-lo de seu cargo. Isso trouxe outra mudança na direção da associação da Ucrânia com a Europa e, por extensão, a OTAN. Em 2014, distúrbios pró-Rússia ocorreram no leste da Ucrânia e a Crimeia foi anexada pela Federação Russa em março. Como parte de um esforço para acalmar grupos preocupados, o recém-empossado primeiro-ministro Arseniy Yatsenyuk abordou o assunto em um discurso em 18 de março de 2014, enfatizando que a Ucrânia não estava buscando a adesão à OTAN. O presidente estadunidense Barack Obama repetiu essa posição na semana seguinte, ao mesmo tempo em que pedia uma maior presença da OTAN na Europa Central.
No entanto, em resposta à intervenção militar russa na Ucrânia, Yatsenyuk anunciou suas intenções de retomar a tentativa de integração à OTAN em 29 de agosto de 2014 e, em dezembro de 2014, o parlamento da Ucrânia votou para retirar o estatuto de país não-alinhado que adotou em 2010. O secretário-geral da OTAN, Anders Fogh Rasmussen, afirmou que a adesão à OTAN ainda é uma opção para a Ucrânia e o apoio à adesão aumentou para 64% na Ucrânia controlada pelo governo, de acordo com uma pesquisa de julho de 2015. Pesquisas anteriores mostraram que o declínio na oposição à adesão estava ligado à intervenção russa em andamento.

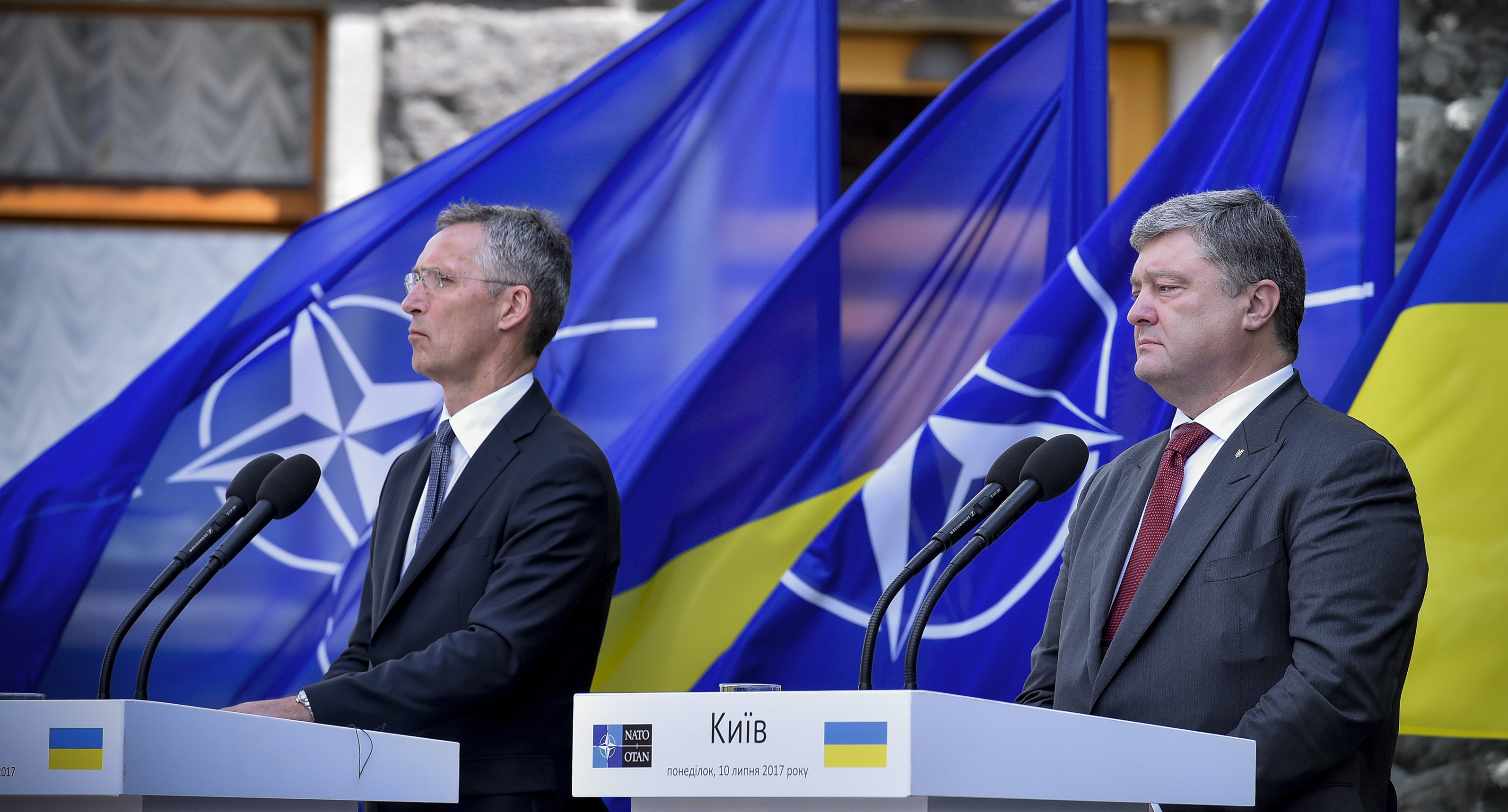
Petro Poroshenko foi eleito presidente da Ucrânia em 2014 e se reuniu com líderes da OTAN em várias ocasiões

Em 8 de junho de 2017, Verkhovna Rada da Ucrânia aprovou uma lei tornando a integração com a OTAN uma prioridade de política externa e Poroshenko anunciou no mês seguinte que buscaria a abertura de negociações sobre um MAP, que reconheceria a Ucrânia como país aspirante até março de 2018. Em 20 de setembro de 2018, o parlamento ucraniano aprovou emendas à Constituição que tornariam a adesão do país à OTAN e à UE um objetivo central e o principal objetivo da política externa.
Em 8 de outubro de 2020, durante uma reunião com o primeiro-ministro Boris Johnson em Londres, o presidente Volodymyr Zelenskyy afirmou que a Ucrânia precisa de um MAP, pois a adesão à OTAN contribuirá para a segurança e defesa do país. Em abril de 2021, após um acúmulo de tropas russas perto da fronteira com a Ucrânia, Zelenskyi repetiu esse pedido em uma ligação com o secretário-geral da OTAN, Jens Stoltenberg, dizendo que "A OTAN é a única maneira de acabar com a Guerra em Donbas" e que a entrada no MAP "será um sinal real para a Rússia."

## Membros em debate

### Irlanda

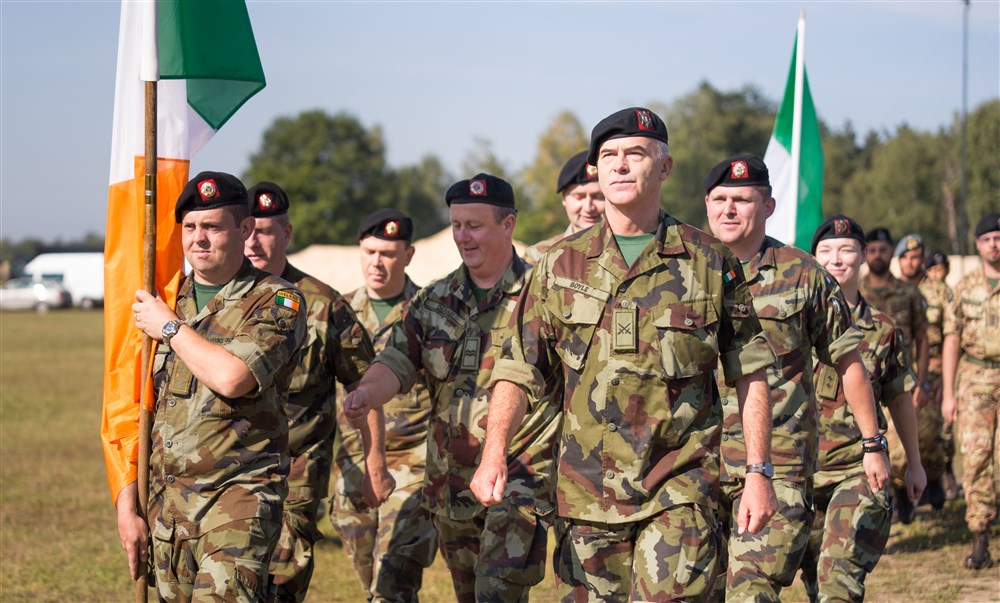
A Irlanda atualmente não pretende aderir à OTAN, mas trabalha para melhorar a interoperabilidade das Forças de Defesa com Aliança Atlântica

A Irlanda é membro do programa Parceria para a Paz e do Conselho de Parceria Euro-Atlântica (EAPC) desde 1999, mas tem uma política tradicional de neutralidade militar. A Irlanda visa aumentar a interoperabilidade das forças armadas irlandesas, as Forças de Defesa, com outros Estados-membros da OTAN e alinhá-las com os padrões internacionais aceitos para implantar com sucesso com outros forças militares profissionais em operações de manutenção da paz no exterior. A Irlanda forneceu um pequeno número de tropas para a Força Internacional de Assistência à Segurança (ISAF) liderada pela OTAN no Afeganistão (2001–2014) e apoia  Força do Kosovo (KFOR) liderada pela OTAN.
Atualmente nenhum grande partido político na Irlanda apoia totalmente a adesão à OTAN, uma reflexão da opinião pública e da mídia no país. Há vários políticos que apoiam a adesão da Irlanda à OTAN, principalmente no partido de centro-direita Fine Gael, mas a maioria dos políticos ainda não o faz. O partido republicano Sinn Féin propôs uma emenda constitucional para proibir o país de ingressar em uma aliança militar como a OTAN, mas a legislação não conseguiu aprovação no Dáil Éireann em abril de 2019. É amplamente entendido que um referendo teria que ser realizado antes que qualquer mudança pudesse ser feita na neutralidade ou na adesão à OTAN. O ex- secretário-geral da OTAN Anders Fogh Rasmussen disse durante uma visita ao país em 2013 que a "porta está aberta" para a Irlanda ingressar na OTAN a qualquer momento.

### Kosovo
De acordo com o ninistro dos Relações Exteriores Enver Hoxhaj, a integração com a OTAN é uma prioridade para Kosovo, que declarou independência da Sérvia em 2008. Hoxhaj afirmou em 2014 que o objetivo do país é ser membro da OTAN até 2022. No entanto, quatro estados membros da OTAN — Grécia, Romênia, Espanha e Eslováquia — não reconhecem a independência de Kosovo. A adesão às Nações Unidas, que Kosovo não possui, também é considerada necessária para a adesão à OTAN. Em dezembro de 2018, o primeiro-ministro do Kosovo, Ramush Haradinaj, afirmou que o país solicitará a adesão à OTAN após a formação das Forças Armadas do Kosovo. Em fevereiro de 2022, durante a invasão russa da Ucrânia em 2022, o ministro da Defesa Armend Mehaj solicitou uma base militar permanente dos Estados Unidos no país e um processo acelerado de adesão à organização, citando uma "necessidade imediata de garantir a paz, a segurança e a estabilidade no Balcãs Ocidentais". Em 3 de março de 2022, uma resolução foi aprovada pelo Parlamento do Kosovo pedindo ao governo que tomasse todas as medidas necessárias para ingressar na OTAN, União Europeia, Conselho da Europa e outras organizações internacionais.

### Moldávia
A constituição da Moldávia proíbe o país de aderir a uma aliança militar, mas alguns políticos, como o ex-ministro moldavo da Defesa Vitalie Marinuța, sugeriram a adesão à OTAN como parte de uma integração europeia mais ampla. A Moldávia aderiu à Parceria para a Paz da OTAN em 1994 e iniciou um Plano de Ação de Parceria Individual em 2010. Após a anexação da Crimeia pela Rússia em 2014, oficiais da OTAN alertaram que a Rússia poderia tentar anexar a Transnístria, uma região separatista da Moldávia. Esta questão separatista pode impedir a Moldávia de aderir à OTAN.

### Sérvia

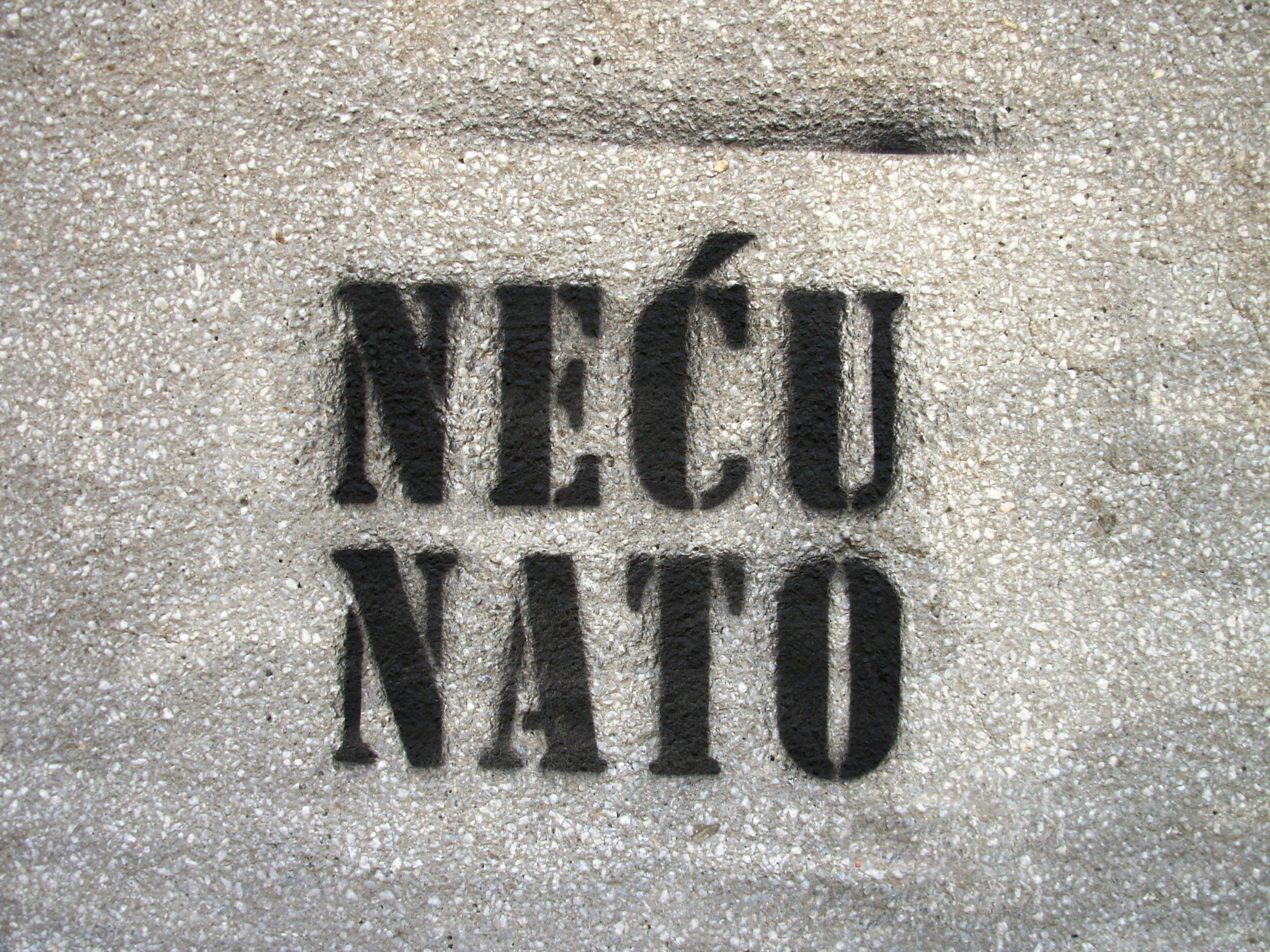
Frase "NEĆU OTAN" (eu não quero a OTAN) em um grafite anti-OTAN em Belgrado

A intervenção da OTAN na Bósnia e Herzegovina em 1992 e o bombardeio da OTAN na Iugoslávia em 1999 resultaram em relações tensas entre a Sérvia e a OTAN. As relações ficaram ainda piores após a declaração de independência do Kosovo em 2008 como um protetorado das Nações Unidas sob apoio de segurança da OTAN. No entanto, a Sérvia foi convidada e aderiu ao programa Parceria para a Paz durante a cúpula de Riga de 2006 e em 2008 foi convidada a entrar no programa de Diálogo Intensificado sempre que o país estivesse pronto.
O Parlamento da Sérvia aprovou uma resolução em 2007 que declarou sua neutralidade militar até que um referendo fosse realizado sobre a questão. Em 1 de outubro de 2008, o Ministro da Defesa sérvio Dragan Šutanovac assinou o Acordo de Intercâmbio de Informações com a OTAN, um dos pré-requisitos para uma adesão mais plena ao programa Parceria para a Paz. Em abril de 2011, o pedido da Sérvia para um IPAP foi aprovado pela OTAN e a Sérvia apresentou um projeto em maio de 2013. O acordo foi finalizado em 15 de janeiro de 2015.
Uma pesquisa do CeSID realizada em junho de 2015 com o apoio da Agência dos Estados Unidos para o Desenvolvimento Internacional (USAID) indicou que apenas 12% dos entrevistados sérvios apoiavam a adesão à OTAN, abaixo dos 25% em 2012, e 73% se opunham. O Partido Liberal Democrático e o Movimento de Renovação Sérvia continuam a ser os partidos políticos mais expressivos a favor da adesão à OTAN. Embora a  Sérvia aspire a aderir à União Europeia, o país pode procurar manter a neutralidade militar, não juntando-se nem à OTAN nem à Organização do Tratado de Segurança Colectiva (CSTO).

### Suécia

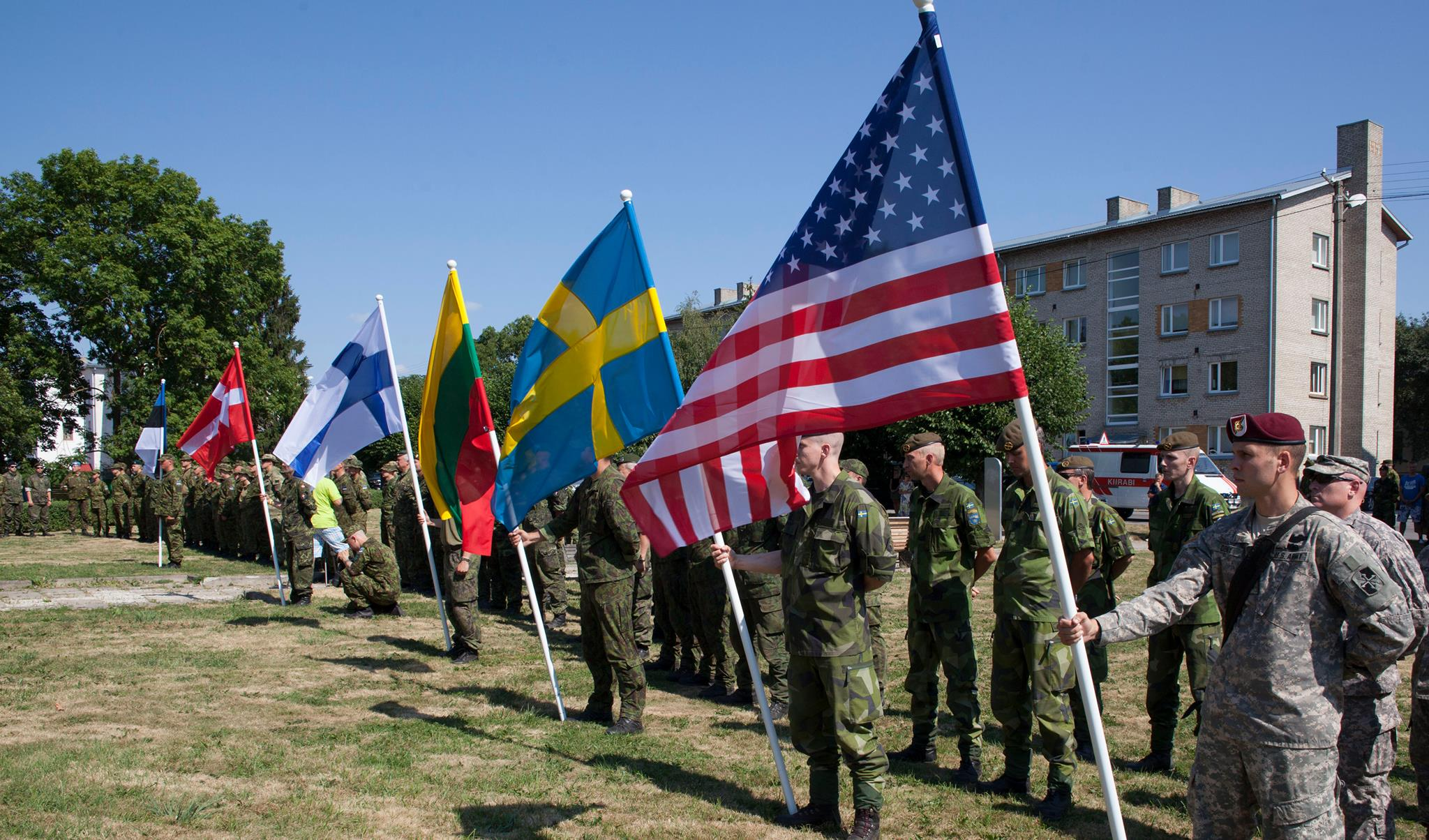
A Suécia tem relações estreitas com a OTAN e seus Estados-membros e participa de exercícios de treinamento

Em 1949, a Suécia optou por não aderir à OTAN e declarou uma política de segurança visando o não alinhamento em períodos de paz e a neutralidade na guerra. Uma versão modificada agora qualifica o não alinhamento na paz para uma possível neutralidade na guerra. Esta posição foi mantida sem muita discussão durante a Guerra Fria. Desde a década de 1990, no entanto, tem havido um debate ativo na Suécia sobre a questão da adesão à OTAN no mundo pós-Guerra Fria. Estas divisões ideológicas foram visíveis em novembro de 2006, quando a Suécia pôde comprar dois novos aviões de transporte ou juntar-se à frota de aviões da OTAN e em dezembro do mesmo ano, quando a Suécia foi convidada a juntar-se à Força de Reação da OTAN. A Suécia tem sido um participante ativo em missões lideradas pela OTAN na Bósnia (SFOR), Kosovo (KFOR), Afeganistão (ISAF) e Líbia.
O Partido Social-Democrata da Suécia, no poder, manteve-se a favor da neutralidade e do não alinhamento. Essa preferência é compartilhada por seus parceiros, o Partido Verde, bem como o Partido da Esquerda. O Partido Moderado de centro-direita é o maior partido por representação parlamentar atual a favor da adesão à OTAN e, como o Partido Liberal, geralmente mantém essa posição desde o fim da Guerra Fria. O Partido do Centro se opôs à adesão à OTAN até setembro de 2015, quando a liderança sob Annie Lööf anunciou que faria uma moção para mudar a política do partido para pressionar a Suécia a se juntar à OTAN. Os democratas-cristãos, também anteriormente opostos, votaram a favor da adesão à OTAN em sua reunião do partido em outubro de 2015. Quando os democratas nacionalistas da Suécia ajustaram sua posição em dezembro de 2020 para permitir a adesão à OTAN se coordenados com a vizinha Finlândia e ratificados em um referendo, a maioria dos membros do Riksdag sueco pela primeira vez pertencia a partidos abertos à adesão à OTAN e uma moção para permitir a futura adesão à OTAN foi aprovada no parlamento naquele mês por 204 votos a 145.
A Ipsos realizou pesquisas regulares e documentou um declínio na oposição à adesão de 56% em abril de 2015 para 35% em dezembro de 2020, quando sua pesquisa mostrou uma divisão de três vias entre os suecos, com 33% apoiando a adesão à OTAN e 32 % indecisos sobre o assunto. O declínio corresponde em grande parte a um aumento de indecisos, já que a porcentagem de suecos que apoiam a adesão à OTAN permaneceu estável desde 2014. O apoio à adesão à OTAN aumentou entre 2012 e 2015, quando o Instituto SOM mostrou que cresceu de 17% para 31%. Eventos como a anexação da Crimeia e relatos de atividade submarina russa em 2014, bem como um relatório de 2013 que a Suécia poderia aguentar por apenas uma semana se atacada foram relacionados com esse aumento no apoio. Uma pesquisa de maio de 2017 do Pew também mostrou que 48% apoiavam a adesão e, em novembro de 2020, eles mostraram que 65% dos suecos viam a OTAN positivamente, a porcentagem mais alta de qualquer não membro da OTAN pesquisado.
Em 25 de fevereiro de 2022, após a invasão russa da Ucrânia em 2022, um porta-voz do Ministério das Relações Exteriores da Rússia ameaçou a Finlândia e a Suécia com "consequências militares e políticas" se tentassem ingressar na OTAN. Ambos os países participaram da cúpula de emergência da OTAN como membros da Parceria para a Paz e ambos condenaram a invasão e prestaram assistência à Ucrânia. Uma pesquisa da Novus realizada de 24 a 25 de fevereiro de 2022 encontrou 41% a favor da adesão e 35% contra. Em 4 de março de 2022, foi divulgada uma pesquisa que mostrou 51% de apoio à adesão à OTAN, esta é a primeira vez que uma pesquisa mostra uma maioria apoiando essa posição.

### Outros países

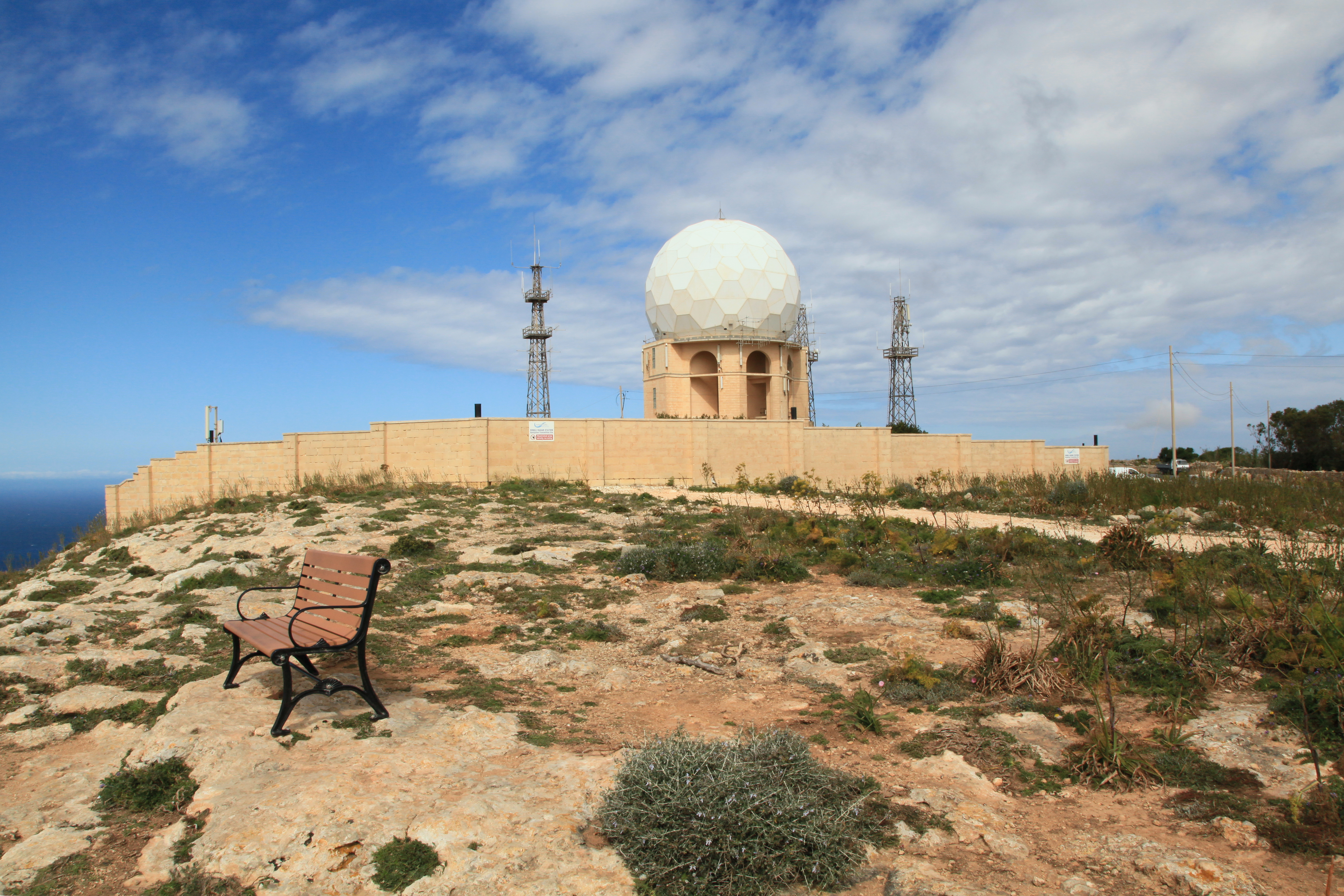
Uma instalação de radar da OTAN em Malta. Como outros estados europeus não membros da OTAN, Malta geralmente tem relações de cooperação com a organização.

A Áustria e a Suíça são membros da Parceria para a Paz e fazem fronteira com os Estados-membros da OTAN. Malta é também membro da Parceria para a Paz e da União Europeia. No entanto, cada país tem uma política de neutralidade de longa data. Chipre é o único Estado-membro da União Europeia que não é membro da Parceria para a Paz, com qualquer tratado bloqueado pelas preocupações da Turquia em relação à disputa de Chipre.
Rússia, Armênia, Bielorrússia e Cazaquistão são todos membros da Organização do Tratado de Segurança Coletiva (CSTO), uma aliança militar alternativa. Em 2009, o enviado russo Dmitry Rogozin não descartou a possibilidade de ingressar na OTAN em algum momento, mas afirmou que a Rússia estava atualmente mais interessada em liderar uma coalizão como uma grande potência. O Azerbaijão se comprometeu com uma política de neutralidade, mas não descartou a possibilidade de ingressar na OTAN.
Alguns indivíduos propuseram a expansão da OTAN para fora da Europa e da América do Norte, embora isso exija a alteração do Artigo 10 do Tratado do Atlântico Norte. Christopher Sands, do Instituto Hudson, propôs a adesão do México à OTAN para aumentar a cooperação e desenvolver um "pilar norte-americano" para a segurança regional. Em junho de 2013, o presidente colombiano Juan Manuel Santos declarou sua esperança de que a cooperação da Colômbia com a OTAN pudesse resultar na adesão de seu país, embora seu ministro das Relações Exteriores, Juan Carlos Pinzon, tenha esclarecido rapidamente que a Colômbia não está buscando ativamente a adesão à OTAN. Ivo Daalder e James Goldgeier propuseram uma "OTAN global" que incorporaria países democráticos de todo o mundo, como Austrália, Nova Zelândia, Japão, Coréia do Sul, Brasil, África do Sul e Índia, enquanto o candidato presidencial republicano Rudy Giuliani sugeriu expandir a OTAN para incluir Singapura, Israel, Austrália, Índia e Japão.
Em 20 de março de 2019, o presidente estadunidense Donald Trump disse que faria do Brasil um grande aliado extra-OTAN em uma reunião com o presidente brasileiro Jair Bolsonaro na Casa Branca. Durante uma coletiva de imprensa conjunta, o presidente Trump expressou apoio à eventual ascensão do Brasil à OTAN. A França, no entanto, rejeitou a proposta alegando que o Artigo 10 do tratado limita a geografia da adesão aos países europeus, embora a Guiana Francesa, um departamento ultramarino francês, também esteja localizada na América do Sul. Em 9 de janeiro de 2020, Donald Trump mencionou que a aliança deveria se expandir para o Oriente Médio para países como Israel, Jordânia, Egito e Kuwait, entre outros.
A expansão interna é o processo de criação de novos Estados-membros resultantes da dissolução ou separação de um Estado-membro existente. Houve e há vários movimentos separatistas ativos dentro dos países membros. O Partido Nacional Escocês, por exemplo concordou em sua conferência em 2012 que desejava que a Escócia mantivesse sua adesão à OTAN caso se tornasse independente do Reino Unido.